# Gora Kastanaeva
Gora Kastanaeva är ett berg i Antarktis. Det ligger i Västantarktis. Inget land gör anspråk på området. Toppen på Gora Kastanaeva är 972 meter över havet.
Terrängen runt Gora Kastanaeva är platt söderut, men norrut är den kuperad. Trakten är obefolkad. Det finns inga samhällen i närheten.